# Ta-sing-an-ling
Ta-sing-an-ling (čínsky pchin-jinem Dàxīng'ānlǐng, znaky 大兴安岭) je prefektura v Čínské lidové republice. Leží v nejsevernější části provincie Chej-lung-ťiang v severovýchodní Číně.
Roku 2020 v ní na ploše přes 84 tisíc kilometrů čtverečných žilo více než 300 tisíc obyvatel.

## Správní členění
Prefektura Ta-sing-an-ling se člení na sedm celků okresní úrovně, a sice jeden městský okres, dva okresy a čtyři správní obvody bez místní samosprávy.
Obvody Ťia-ke-ta-čchi a Sung-ling jsou administrativně podřízeny prefektuře Ta-sing-an-ling, formálně jsou však částí autonomní korouhve Oroqen ležící ve Vnitřním Mongolsku.
| okres · Chu-ma okres · Tcha-che městský okres · Mo-che správní obvod · Ťia-ke-ta-čchi správní obvod · Sung-ling správní obvod · Sin-lin správní obvod · Chu-čung |                |                       |                       |             |                                         |
| Název | Název          | Počet obyvatel (2010) | Počet obyvatel (2020) | Rozloha km² | Hustota zalidnění (obyv. na km²) (2020) |
| český přepis | znaky          | Počet obyvatel (2010) | Počet obyvatel (2020) | Rozloha km² | Hustota zalidnění (obyv. na km²) (2020) |
| Městský okres |                |                       |                       |             |                                         |
| Mo-che | 漠河市         | 83 414                | 54 036                | 18 490      | 3                                       |
| Okresy |                |                       |                       |             |                                         |
| Tcha-che | 塔河县         | 92 473                | 51 056                | 14 010      | 4                                       |
| Chu-ma | 呼玛县         | 51 861                | 36 362                | 14 210      | 3                                       |
| Správní obvody |                |                       |                       |             |                                         |
| Chu-čung | 呼中行政区     | 45 039                | 16 359                | 9 3724      | 2                                       |
| Sin-lin | 新林行政区     | 50 859                | 20 362                | 8 701       | 2                                       |
| Sung-ling | 松岭行政区     | 33 555                | 15 996                | 18 060      | 1                                       |
| Ťia-ke-ta-čchi | 加格达奇行政区 | 154 359               | 137 105               | 1 362       | 101                                     |
| |                |                       |                       |             |                                         |
| Celkem | Celkem         | 511 560               | 331 276               | 84 205      | 4                                       |

## Partnerská města
- Arťom, Rusko (14. září 2004)
- Jeungpyeong County, Jižní Korea (16. červen 2013)